# 朝鲜民族艺术馆

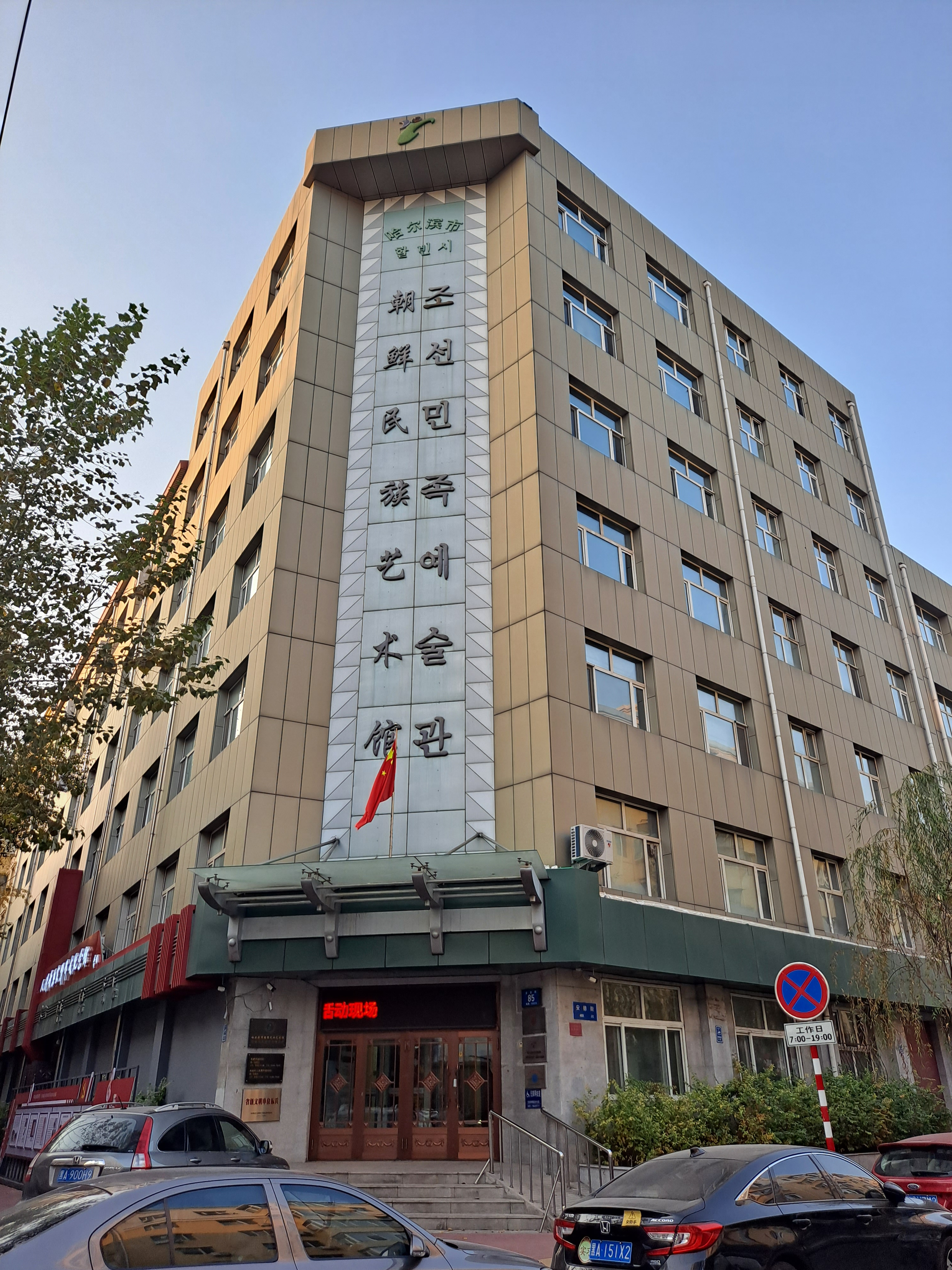
朝鲜民族艺术馆

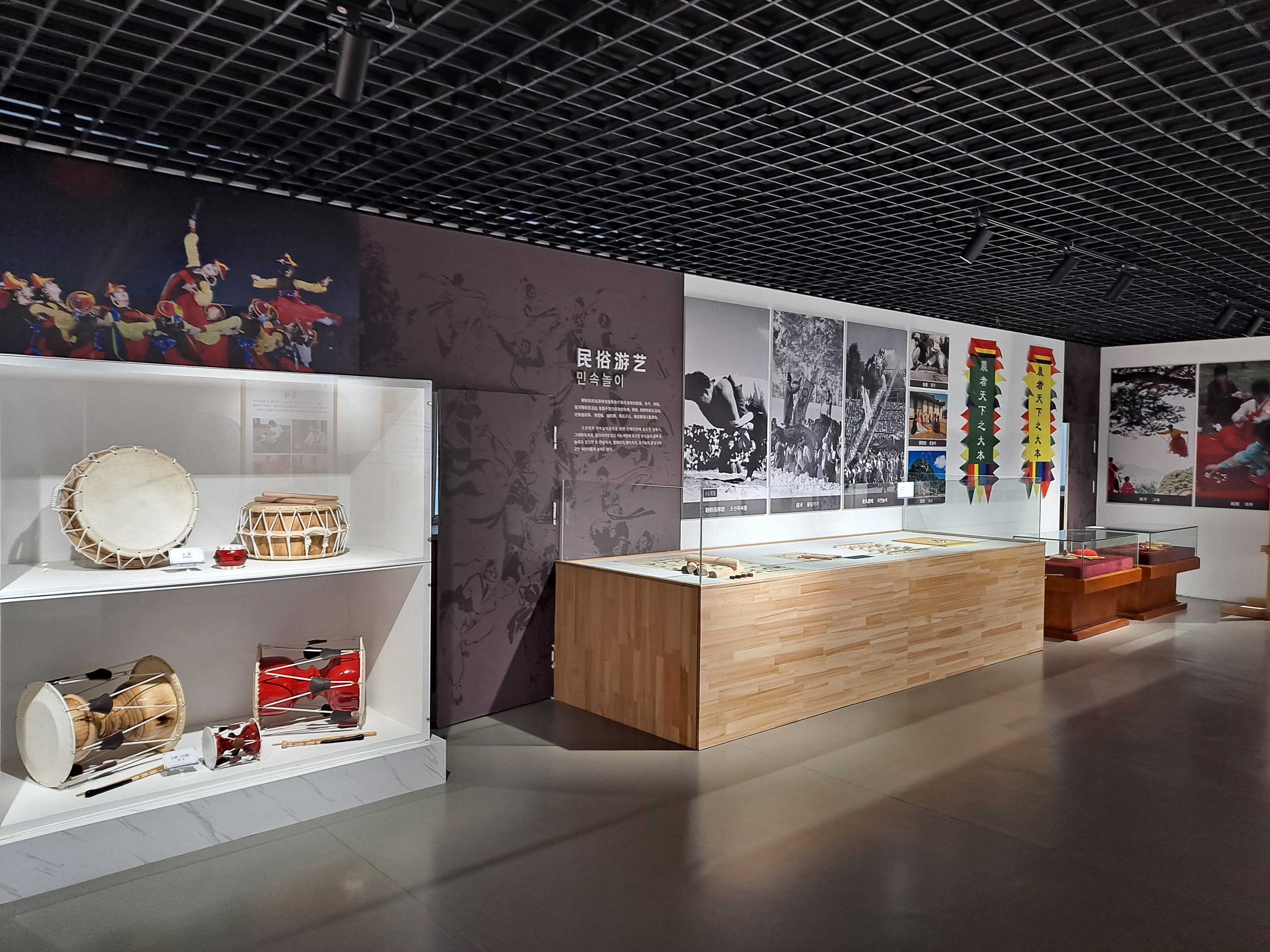
哈尔滨朝鲜族民俗博物馆

朝鲜民族艺术馆，位于中国黑龙江省哈尔滨市道里区安升街85号，是展示朝鲜民族艺术的专业展馆，也是一家纯公益性文化事业单位。

## 简介
朝鲜民族艺术馆成立于1950年1月2日。2006年5月初，朝鲜民族艺术馆新馆维修改造工程开工，同年6月初竣工。新馆建筑面积9402平方米，是老馆的3倍。2006年7月1日，作为“2006年中国·哈尔滨韩国周”活动的主要文化场馆，朝鲜民族艺术馆新馆正式开馆。新馆内设哈尔滨朝鲜族民俗博物馆、哈尔滨安重根义士纪念展、哈尔滨朝鲜族百年史馆、多功能活动中心、朝鲜族老年文化活动中心、传统礼仪教室、音乐/器乐/美术/舞蹈培训基地、哈尔滨市朝鲜族图书馆等等。

## 哈尔滨朝鲜族民俗博物馆
2006年5月13日，哈尔滨市的朝鲜族群众无偿向哈尔滨朝鲜民俗博物馆捐赠60类320多件民俗品。2006年7月1日，哈尔滨朝鲜民俗博物馆随着朝鲜民族艺术馆新馆同时开馆。该馆建筑面积600平方米，展览面积500平方米，展出朝鲜族生产生活、文化教育等方面16类304件民俗品。 

## 哈尔滨安重根纪念展
“2006年中国·哈尔滨韩国周”期间，哈尔滨安重根纪念展在朝鲜民族艺术馆一层正式开放。展览讲述了安重根与哈尔滨的密切关系，表达了安重根维护东亚和平、爱国兴教的思想。
2008年10月6日，安重根义士展室（之前的安重根义士纪念展）重新开馆，这是韩国独立纪念馆使用韩国国家报勋处赞助的1亿韩圆进行翻修后的结果。此次该展室迁至朝鲜民族艺术馆二层，并增加展品。由哈尔滨市负责内部装修，韩国独立纪念馆负责展览及展品制作。展览主题为“安重根在哈尔滨的11天”，通过连环画、模拟情景再现、8份安重根遗墨、90多张照片等展品，按照安重根的生平、韩国国内救国运动、国外义兵活动等重新布展，并将安重根在哈尔滨逗留11天的情况按日制成资料。
2014年，由哈尔滨市人民政府有关部门出资，将原来设在朝鲜民族艺术馆的安重根义士展室搬迁至事件发生地、1899年始建的哈尔滨火车站内，设立安重根义士纪念馆。

## 哈尔滨朝鲜族百年史展
2006年12月25日，哈尔滨朝鲜族百年史展对外开放。展览通过文字和图片反映了自1898年首位朝鲜族人抵达哈尔滨起，哈尔滨朝鲜族人民的发展历程。展览根据不同历史时期分为六段，展示各历史时期哈尔滨朝鲜族的生产生活、教育、文化、卫生、经济等方面的发展成就。

## 郑律成纪念馆
2023年，人民音乐家郑律成纪念馆由哈尔滨市友谊路233号迁址到市朝鲜民族艺术馆内。 

## 外部鏈接
- 哈爾濱市朝鮮民族藝術館 （页面存档备份，存于）